# Arcizac-ez-Angles
Arcizac-ez-Angles é uma comuna francesa na região administrativa de Occitânia, no departamento dos Altos Pirenéus. Estende-se por uma área de 1,93 km², Em 2010 a comuna tinha 266 habitantes (densidade: 137,8 hab./km²)..